# Azov
Azov (Russisch: Азов) is een stad in de Russische oblast Rostov, aan de Don, op 7 kilometer van haar monding in de Taganrogbaai van de Zee van Azov en op 42 kilometer ten zuidwesten van Rostov aan de Don, met ruim 82.000 inwoners. Het is een industriestad met scheepswerven (vissersschepen), bouwmaterialen- en voedingsmiddelenindustrie. De stad heeft een spoorwegstation, een rivierhaven en een zeehaven en is het bestuurlijk centrum van het district Azovski. De stad heeft door haar ligging een belangrijke rol gespeeld in de geschiedenis.

## Geschiedenis

### Tanaïs
De monding van de Don is al sinds zeer lange tijd een belangrijk handelscentrum geweest. In het gebied rond Azov bevinden zich graven, die teruggaan tot de Bronstijd. Aan het begin van de 3e eeuw v.Chr. stichtten de Pontische Grieken van het Bosporuskoninkrijk hier de stad Tanaïs, naar de Griekse naam voor de rivier. In 115 v.Chr. werd de stad veroverd door Mithridates II. In 330 werd deze stad verwoest door de Goten, maar er bleef in elk geval bewoning in Tanaïs tot de tweede helft van de 5e eeuw. De ruïnes van Tanaïs liggen in de nabijheid van Azov bij het dorpje Nedvigovka op 16 kilometer ten noorden van de stad en werden vanaf het midden van de 19e eeuw opgegraven door archeologen. Achtereenvolgens heersten vervolgens de Sarmaten, Hunnen, Chazaren en Petsjenegen over het gebied.

### Azak, Tana en Azau
In de 10e eeuw bestond er een kleine Slavische nederzetting, die onderdeel was van het Slavische vorstendom Tmoetarakan van het Kievse Rijk. In 1067 veroverden de Kiptsjaken het gebied en hernoemden de stad tot Azak ("monding van de rivier").
De Republiek Genua stichtte er in de 13e eeuw een handelskolonie voor de handel met China. In die tijd lag het op de route van de "Grote handelsroute" naar China en India. De Genuezen versterkten de stad met stenen muren en torens. In de 13e en 14e eeuw werd een groot deel van de kust veroverd door de Gouden Horde. In 1395 vernietigde Timoer Lenk Azak nadat hij in conflict was geraakt met Tochtamysj, de leider van de Gouden Horde. De Gouden Horde gaf Venetiaanse en Genuese handelaren in 1400 toestemming om opnieuw een kolonie in Azov te stichten, die zij Tana noemden. De eerdere bloeiende handel kwam echter niet meer zo sterk terug als daarvoor het geval was geweest. In 1471 brachten de Turken definitief voor een lange periode een einde aan de voorspoed van de stad, toen deze het gebied bezetten en er de vesting Azov bouwden. Europese schepen werden niet meer toegelaten op de Zwarte Zee en daar in dezelfde tijd ook de zeeweg voor de handel met Indië werd gevonden, raakte de stad haar handelspositie kwijt en werd een onbetekenende Turkse militaire vesting. De Turken hernoemden Azak tot Azau, waarvan het woord "Azov" is afgeleid. Het fort was in continu gevecht met de Don-Kozakken, die het haatten, omdat ze hierdoor verhinderd werden van handel en rooftochten over de Zee van Azov.

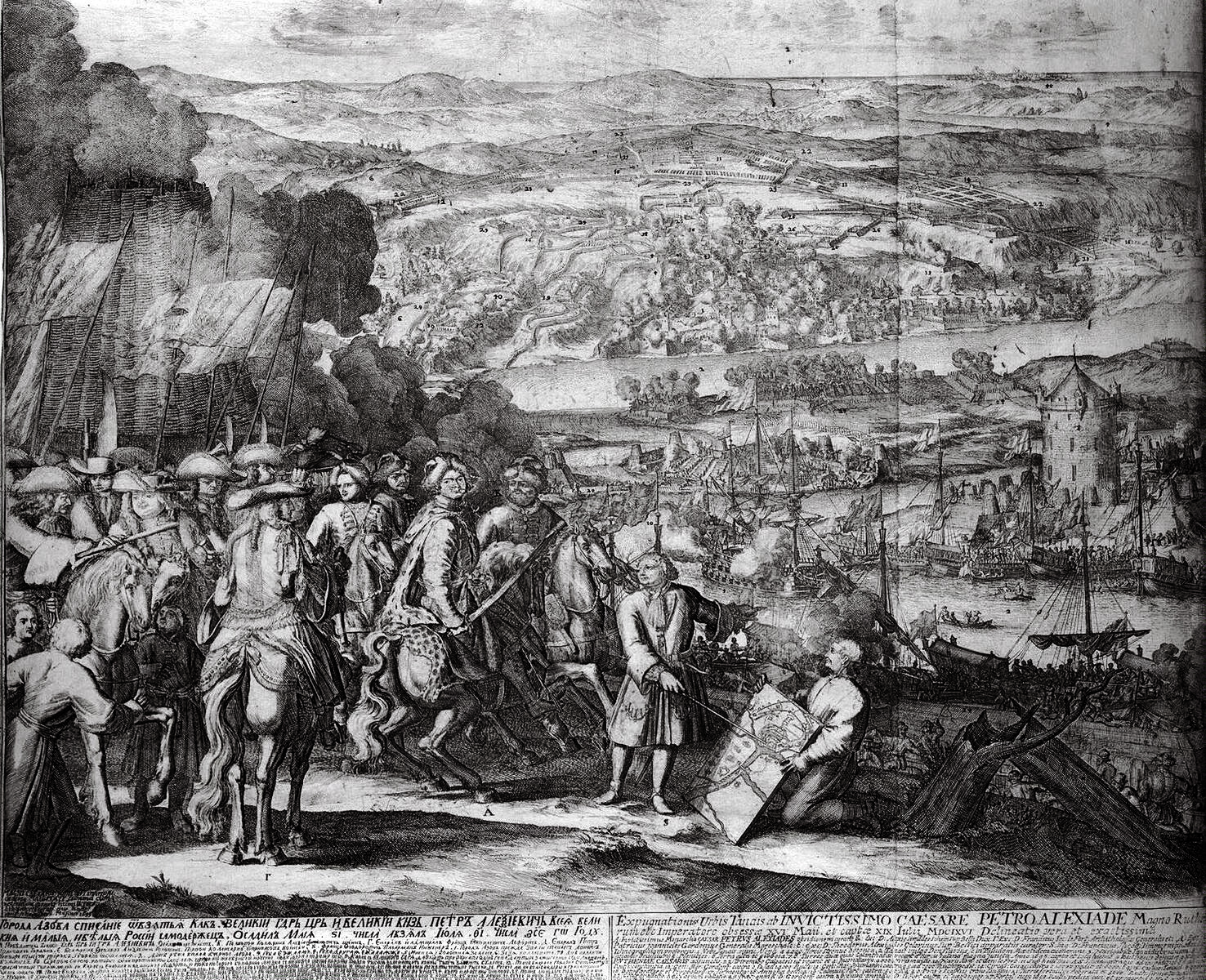
Schilderij Inname van Azov (Adriaan Schoonebeek, 1699), dat de inname tijdens de Tweede Azovcampagne weergeeft

### Russische campagnes tegen de Turken

#### De bezetting door de Kozakken
In 1637 werd het fort met een garnizoen van 4.000 Turkse Janitsaren en 200 kanonnen door een groep van waarschijnlijk ongeveer 5.000 man Don-Kozakken en Dnjepr-Kozakken (gevlucht voor de Poolse onderdrukking) aangevallen. Nadat hun aanval aanvankelijk werd afgeslagen, kregen ze toch hulp uit Moskou en wisten door een explosie een bres te slaan in de muur, waarna het fort werd veroverd en alle inwoners werden afgemaakt. Onmiddellijk daarop begon een serie van rooftochten en vernielingen over de Zwarte Zee op de Anatolische kust, die de ergernis opriep van Tsargrad.

#### Belegering van het Kozakkenfort
Het Ottomaanse Leger was aanvankelijk in strijd met Perzië, maar in 1641 kwam een groot Tataars-Turks leger van meer dan 100.000 man met 700 kanonnen, gesteund door 45 galeien en vele kleinere schepen met veel Janitsaren, gesteund door huurtroepen uit Venetië en Duitsland en gebieden onder Ottomaanse controle naar het fort (in totaal meer dan 250.000 man) om het te heroveren. De Kozakken werd aangeboden om het fort te verlaten tegen betaling van 42.000 tsjervonetsen, maar deze weigerden. Het fort werd volgens ongeverifieerde bronnen slechts door ruim 6.000 Kozakken, waaronder 800 vrouwen, bemand. De Kozakken wisten echter een lange belegering door het Ottomaanse Leger van juni tot oktober van dat jaar af te slaan. Op 3 oktober waren zij echter door bijna al hun voedselvoorraden heen en hadden reeds ruim 3.000 man verloren. De rest was gewond of ziek. Er werd besloten tot een uitbraak op 4 oktober om op deze wijze te ontsnappen of te sterven in de strijd. Juist op dat moment heersten er echter ook tekorten aan voedsel en wapens. Bovendien waren de Krim-Tataren en Turken in twiststrijd uitgebroken, waarop de eersten hun legers hadden teruggetrokken op 26 september. De Turkse opperbevelhebber liet daarop nog een paar dagen het fort verdedigen en trok weg op 3 oktober. Hierdoor bleek de Kozakken op 4 oktober dat zij de belegering hadden doorstaan. In totaal kwam bij de belegering door strijd en ziekte meer dan twee derde van het leger om, waaronder ruim 30.000 Janitsaren.
De Kozakken stuurden daarop tsaar Michaël I in Moskou het verzoek om versterking van hun fort met gelden en troepen. Michaël riep een zemski sobor (volksvergadering) bij elkaar, waarin werd besloten om het fort op te geven, om zo een grootschalige oorlog met het Ottomaanse Rijk te vermijden. Deze boodschap werd overgebracht aan de Kozakken, die zich in mei 1643 terugtrokken uit het fort, waarbij ze eerst echter wel eerst alle verdedigingswerken vernietigden. De Turken namen het fort daarop weer in en herbouwden alle vestingwerken.

#### Latere veroveringspogingen

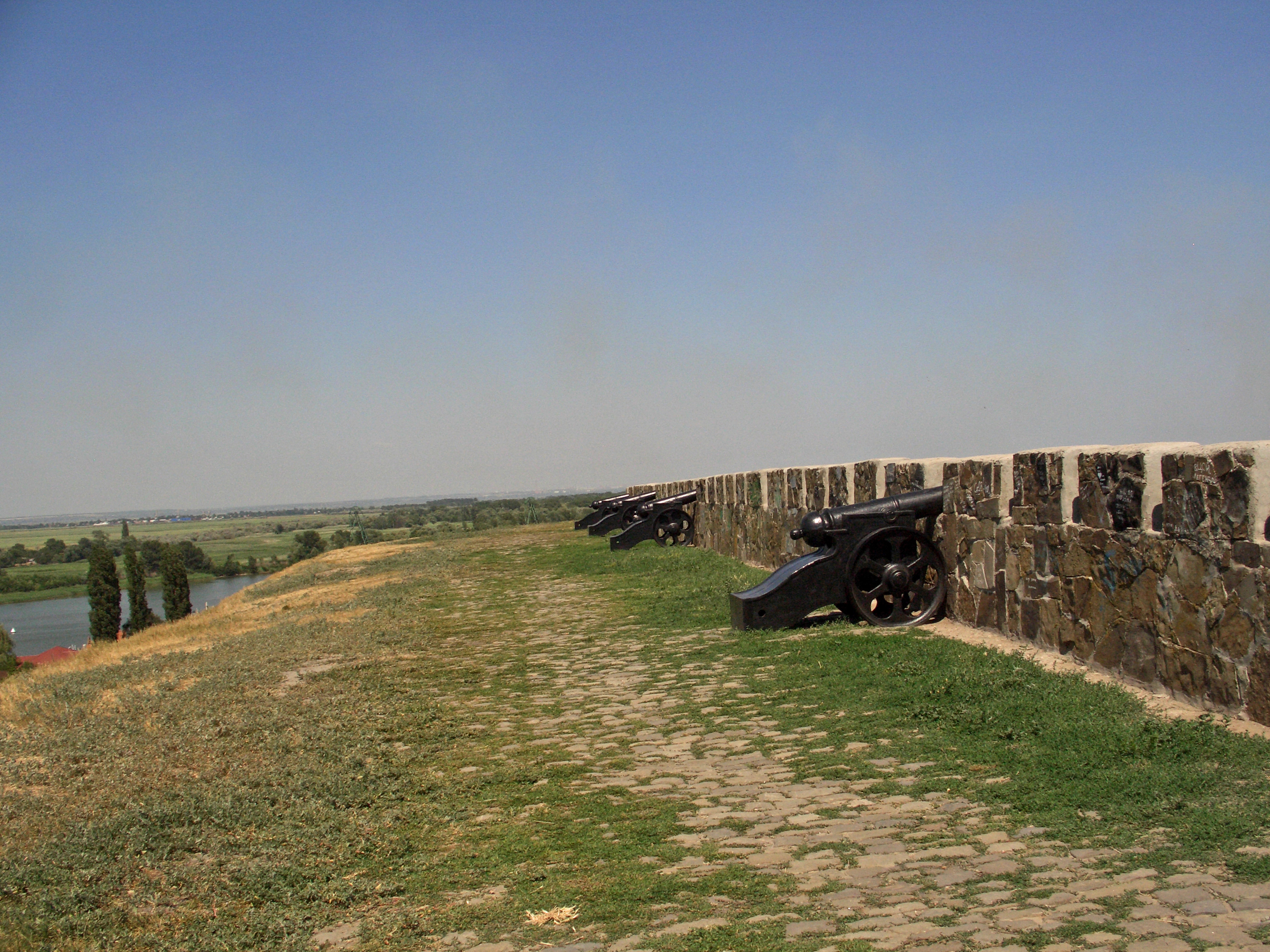
Azov vesting

In 1695 werd de stad zonder resultaat door Peter I belegerd, doch een jaar later, nadat Peter snel, onder andere in Voronezj, een vloot gebouwd had, werd de stad opnieuw aangevallen, ditmaal van land- en zeezijde en ingenomen tijdens de Tweede Azovcampagne. Peters operaties tegen Azov zijn het begin geweest van de geschiedenis van de Keizerlijke Russische Marine.
In 1708 werd Azov het bestuurlijk centrum van het nieuwe gouvernement Azov. In 1711, aan het einde van de Derde Russisch-Turkse Oorlog ging Azov echter opnieuw verloren voor Rusland na de rampzalig verlopen Proetcampagne bij de Vrede van Proet. In 1739 (Vrede van Belgrado) werden de Turken gedwongen als gevolg van de verovering door de Russen van Azau in 1736 tijdens de Vierde Russisch-Turkse Oorlog de vestingwerken te ontmantelen, maar hielden de stad wel in hun bezit. Azov en Taganrog werden toen onderdeel van de zogenaamde neutrale zone. Azov werd pas definitief Russisch in 1774, na de Vijfde Russisch-Turkse Oorlog, bij de Vrede van Kütsjük-Kainardji. 

### Azov als Russische stad
Van 1776 tot 1782 was het vervolgens opnieuw het bestuurlijk centrum van het heringestelde gouvernement Azov. In 1784 kreeg Azov de status van provincievrije stad en in 1801 de status van posad van de oejezd van Rostov in het gouvernement Jekaterinoslav. In 1888 werd het onderdeel van de oblast Don-vojsko. In 1926 kreeg Azov de status van stad. Met de groei van het nabijgelegen Rostov aan de Don raakte de plaats langzaam in verval.
In de Tweede Wereldoorlog werd de stad gedurende 6 maanden bezet door nazi-Duitsland, waarbij 600 mensen werden geëxecuteerd, meer dan 5000 inwoners werden gevangengenomen en afgevoerd naar Duitsland en waarbij grote schade werd toegebracht aan de stad. In de jaren 60 tot '80 maakte de stad een grootschalige industriële ontwikkeling door, hetgeen het huidige beeld van de stad heeft bepaald.

## Economie
Azov is een industriestad met vooral machinebouw en voedselindustrie (vooral in verband met de lokale landbouw). Via de zeehaven wordt jaarlijks een miljoen ton goederen overgeslagen.
| 1897   | 1939   | 1959   | 1970   | 1979   | 1989   | 2002   | 2010   | 2017   |
| ------ | ------ | ------ | ------ | ------ | ------ | ------ | ------ | ------ |
| 27.500 | 25.000 | 39.900 | 59.000 | 75.100 | 80.300 | 82.100 | 82.900 | 81.355 |

De ruim 82.000 inwoners in 2002 bestonden vooral uit Russen (94%) en verder uit Oekraïners (3,1%), Wit-Russen (0,5%) en nog 17 andere nationaliteiten. Het grootste deel van de beroepsbevolking is actief in de productie.

## Geboren in Azov
- Tamara Bykova (1958), Russisch atlete
- Joeri Kovtoen (1970), Russisch voetballer